# Cliona argus
Cliona argus är en svampdjursart som beskrevs av Thiele 1898. Cliona argus ingår i släktet Cliona och familjen borrsvampar.
Artens utbredningsområde är havet kring Japan. Utöver nominatformen finns också underarten C. a. laevicollis.